# Колодец-журавль

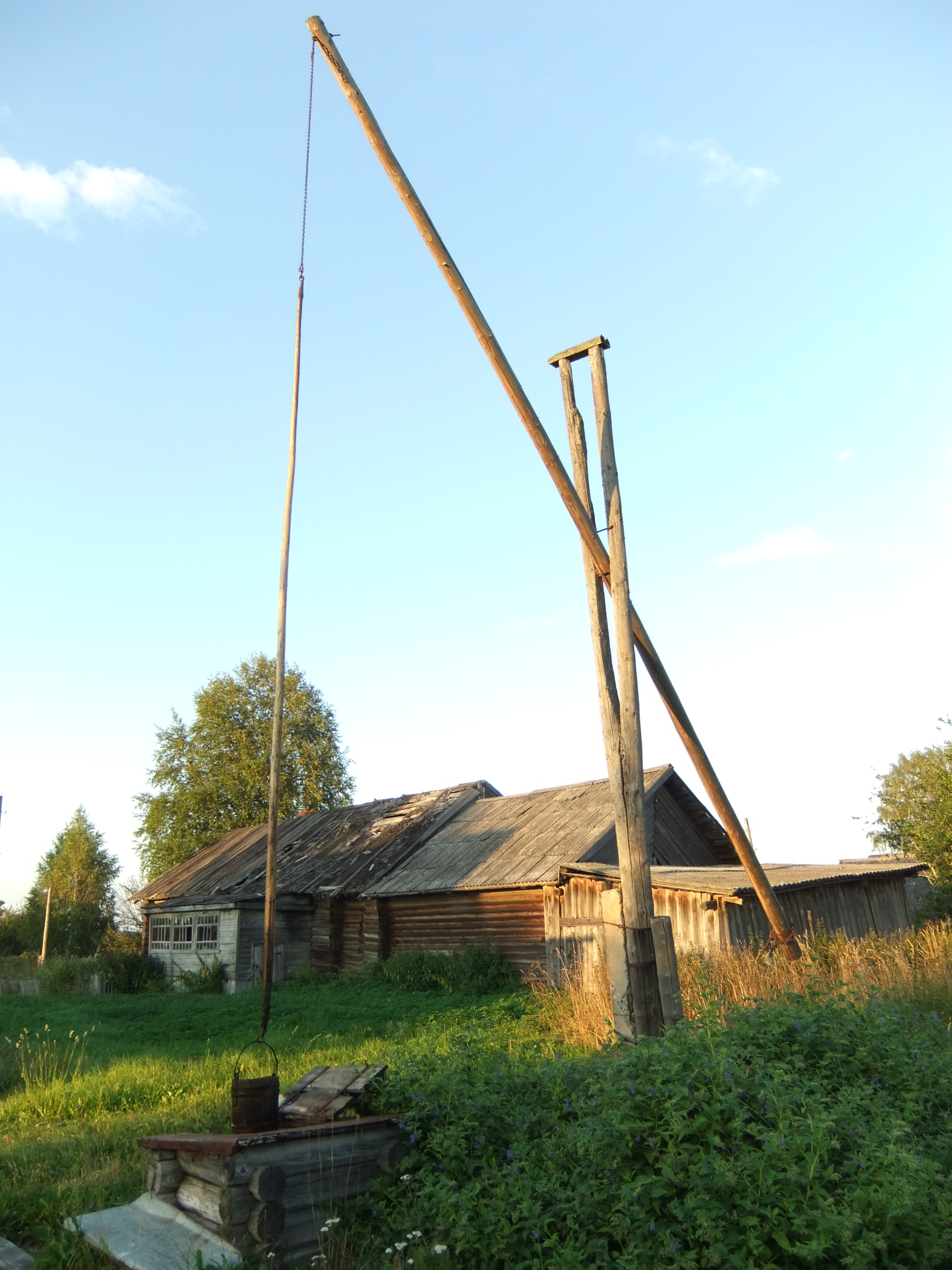
Колодец-журавль

Коло́дец-жура́вль (колодезный журавль) — колодец с особой разновидностью подъёмного механизма, называемой журавлём. Представляет собой толстую жердь (журавль) на рассохе (ба́бе) у колодца, с бадьёй или цепней на одном конце и грузом на другом.

## Этимология
Название колодца-журавля связано с внешним сходством конструкции с птицей.
До XVIII века использовалось слово жеравль или жоравль, перешедшее в журавль. В русском языке имеет диалектальные формы: жо́ров, жураве́ль, жура́в, жураве́ц, колодезный цебер, кран, жу́рка, жураве́льник. Образованные от существительного глаголы жарави́ть, жеравить означают «поднимать рычагами»; прилагательное жа(е)рáвый — высокий стройный.

## Описание

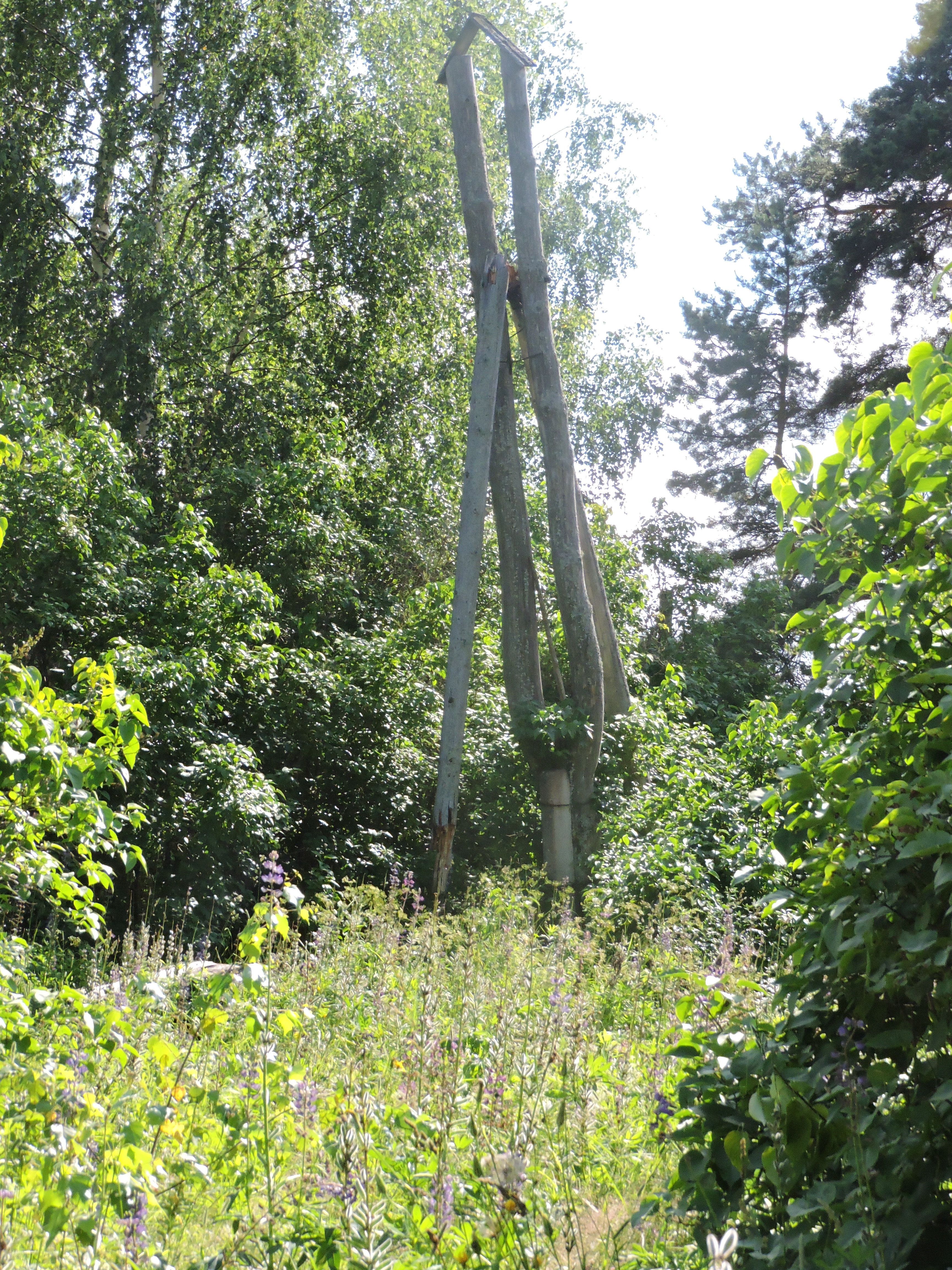
Колодезные журавли с годами гниют и разрушаются

Журавль представляет собой рычаг с противовесом на одном плече и ведром для забора воды на другом. Масса противовеса выбирается так, чтобы вытаскивание наполненного ведра из колодца требовало минимальных усилий, а толщина шеста позволяла его охватить на 3/4 пальцами рук.
Журавль позволяет поднимать воду с гораздо меньшими затратами усилий, чем при использовании ворота, а при большой глубине колодца допустимо использовать цепь. Чтобы ведро, попадая в грунтовые воды не плавало, а погружалось и набирало воду, к ручке прикрепляют цепь длиной 150 мм. Для поддержания хорошего санитарного состояния колодца используется постоянное ведро на шесте. Ноги журавля укрепляют в земле. Форм и конструкций журавлей много. В одном случае корпус журавля опускается и поднимается, так как он закреплён на шарнире, но бывают и такие, когда корпус стоит неподвижно, а внутри его устроен балансир. В таком случае шея журавля свободно ходит в корпусе, а контргруз со стороны хвоста неподвижен.
Конструкция журавля сама по себе является громоздкой, а потому обычно капитально не ремонтируется. Кроме того с годами дерево загнивает и устройство разрушается. В таком случае либо ставят новый журавль на месте старого, либо на сам колодец устанавливают ворот.

## История
Испанские садовники использовали его уже в VI веке и называли ciconia (журавль).
В XVII веке эти водоподъёмники вполне удовлетворяли потребности населения. К устраивавшимся большей частью у открытого водоёма баням воду доставляли с помощью журавля (или журавлей) и деревянных желобов на козлах. Один человек легко поднимает oкoлo 0,5—1,0 м3 воды за час. Дешевизна крепостного труда не стимулировала к совершенствованию данной системы. О подъёме воды для бани в городе Прилуки Павел Алепипский пишет:

Поблизости этого места (на озере) стоит деревянный дом, служащий баней для общего пользования. Снаружи его имеется жолоб из длинного бревна, над которым стоит человек и накачивает в него воду из реки хитрым снарядом для пополнения медного котла, где она нагревается.

Очевидно, в данном случае речь идёт о журавле, что подтверждают рисунки XVII века.

## Шадуф

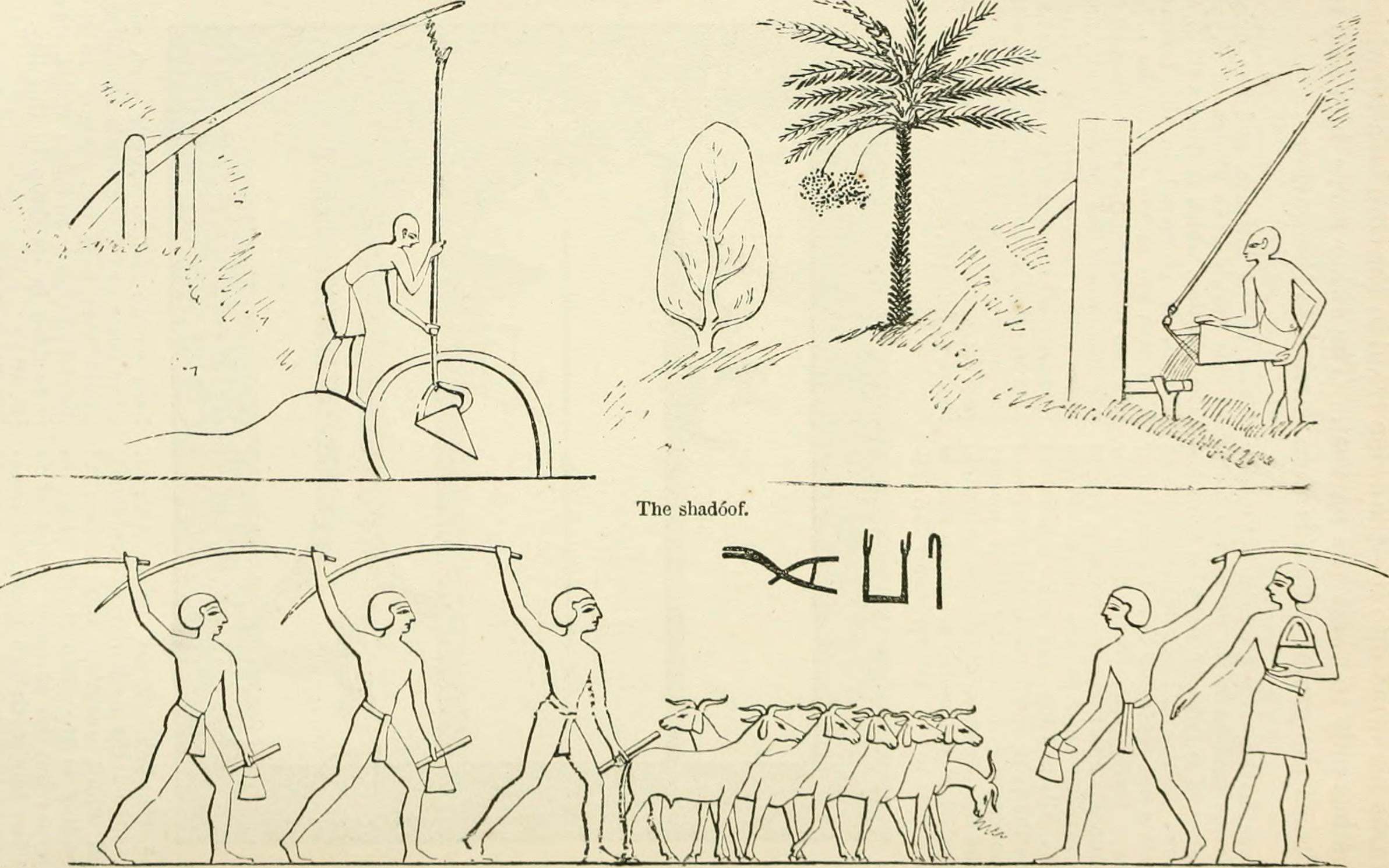
Древнеегипетский шадуф

Шадуф или шадоф (араб. شادوف‎) — древнейшая форма колодца-журавля, известного со времён древнего Египта (3460—2000 годы до н. э.), когда их начали использовать для орошения полей. На одном конце балки — ёмкость для подъёма воды или иных грузов, на другом — противовес из известняковой глыбы или камней. Его простой рычаговый механизм не мог сделать орошение больших площадей независимым от разливов Нила. Это тяжёлая работа — целый день поднимать (на 3—4 м) ведро шадуфа и выливать оттуда воду. За день шадуфом можно было оросить участок в 1,5 федд. Простота этого механизма объясняет причину низкого засоления почв Египта тысячелетиями. В современном Египте при развитой системе земледелия феллахи, особенно из Верхнего Египта, пользуются шадуфами крайне редко. Также применяется сакийе — водоподъёмное вертикальное колесо с закреплёнными на нём кувшинами. Шадуф также успешно использовали при отсутствии шкивов и лебёдок для подъёма блоков при строительстве пирамид и храмов.
Искусственное орошение не имело в Ассирии такого исключительного значения, как в Египте или Месопотамии. Сохранились изображения шадуфов, которые получили широкое распространение в эпоху Сенаххериба (V век до н. э.).

## В геральдике

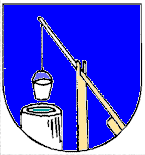
Исторический герб Лещин[пол.] (входит сегодня в Червёнка-Лещины), Польша
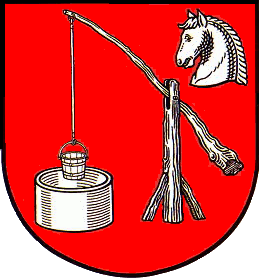
Герб Бёрнзена, Германия
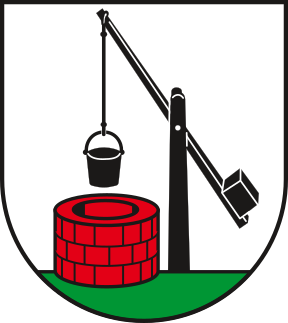
Герб немецкой деревни Борн
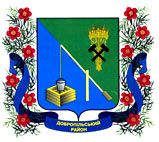
Герб Добропольского района, Украина
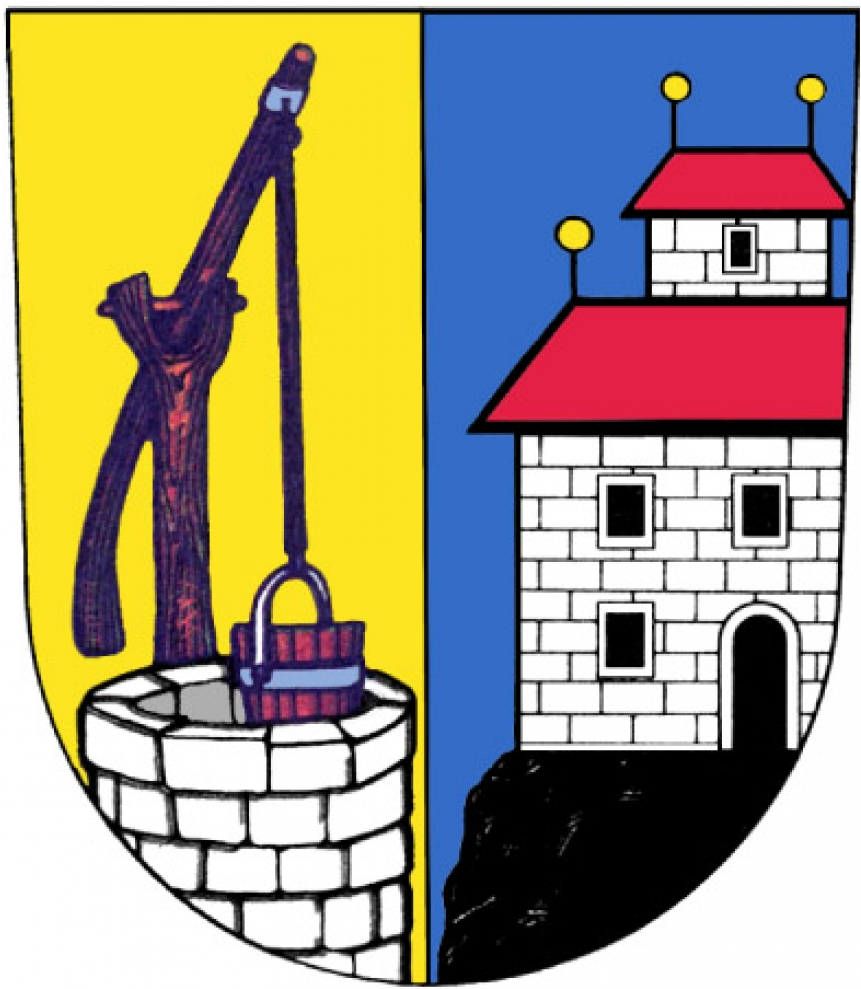
Герб чешcкого города Голице

## В живописи

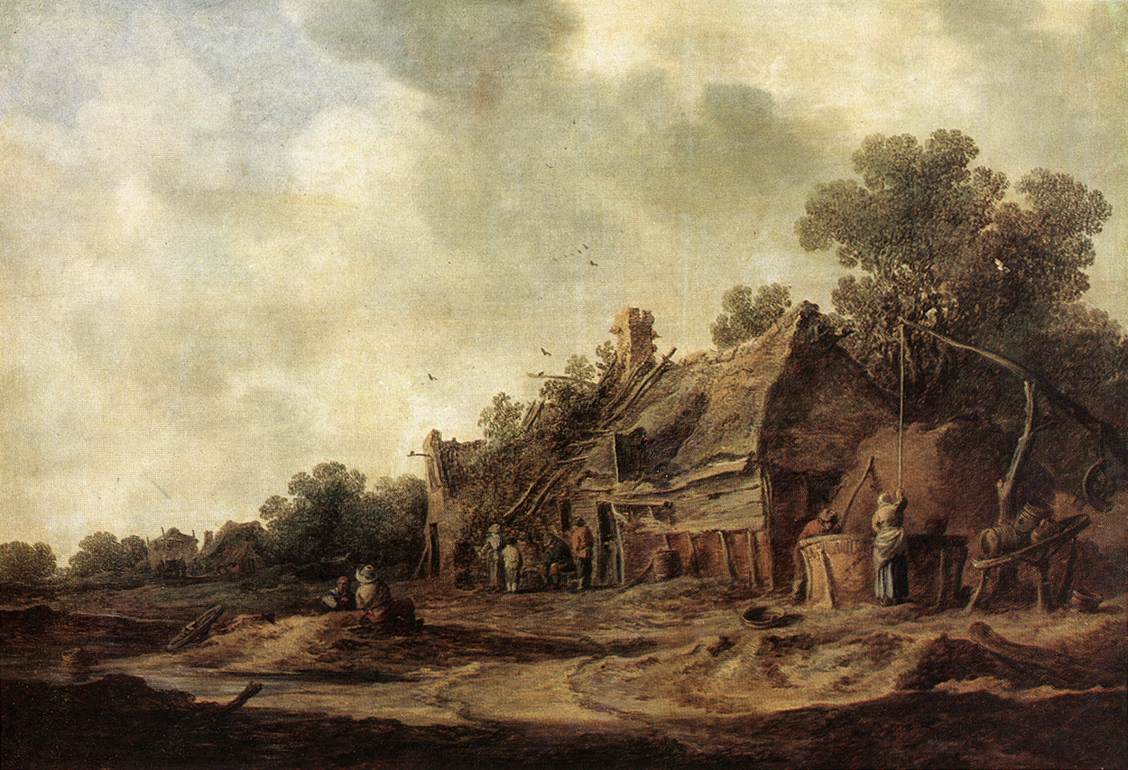
«Крестьянские хижины у колодца» Ян ван Гойен, 1633
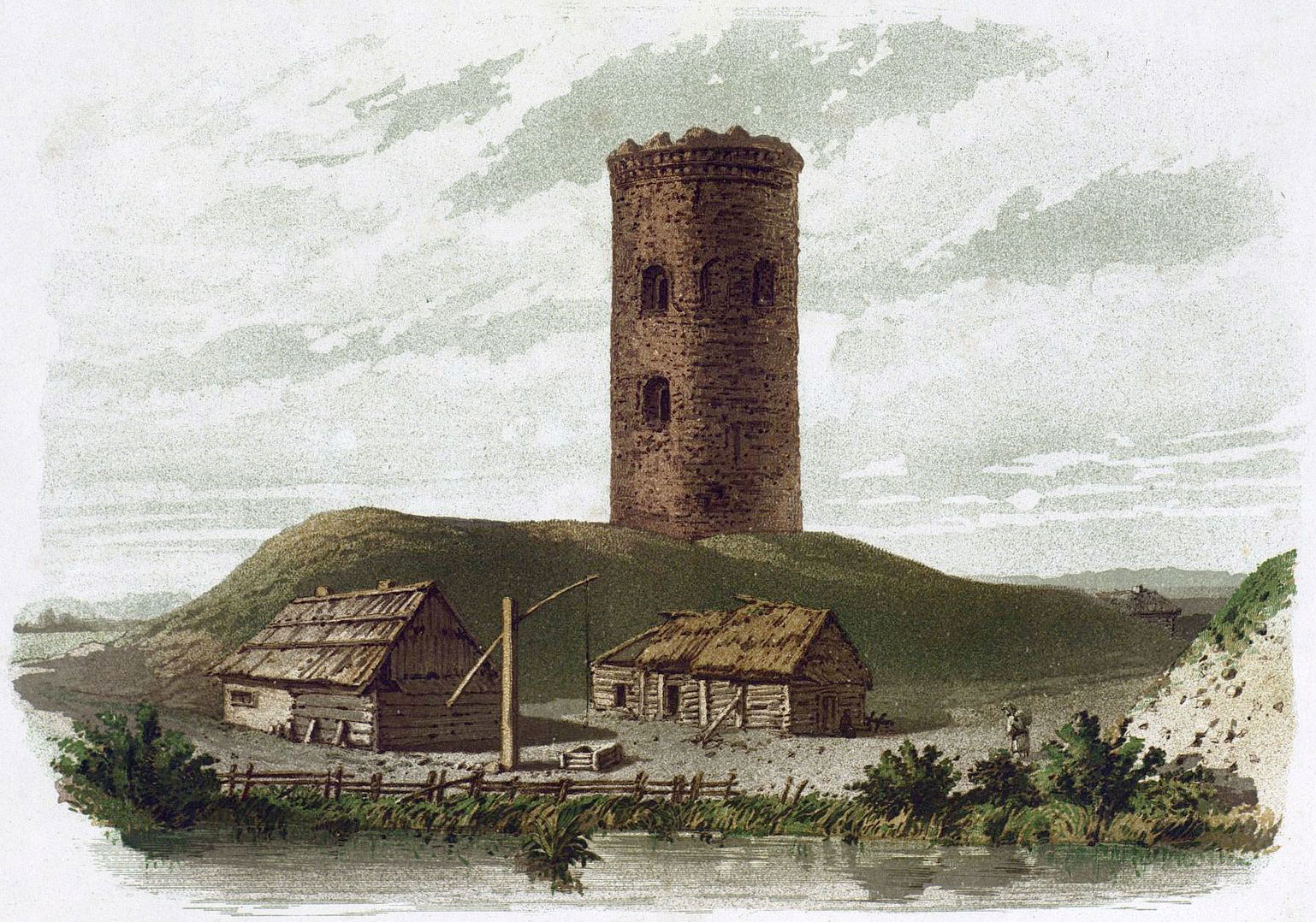
«Белорусское местечко Каменец» Неизвестный художник, 1-я половина XIX века
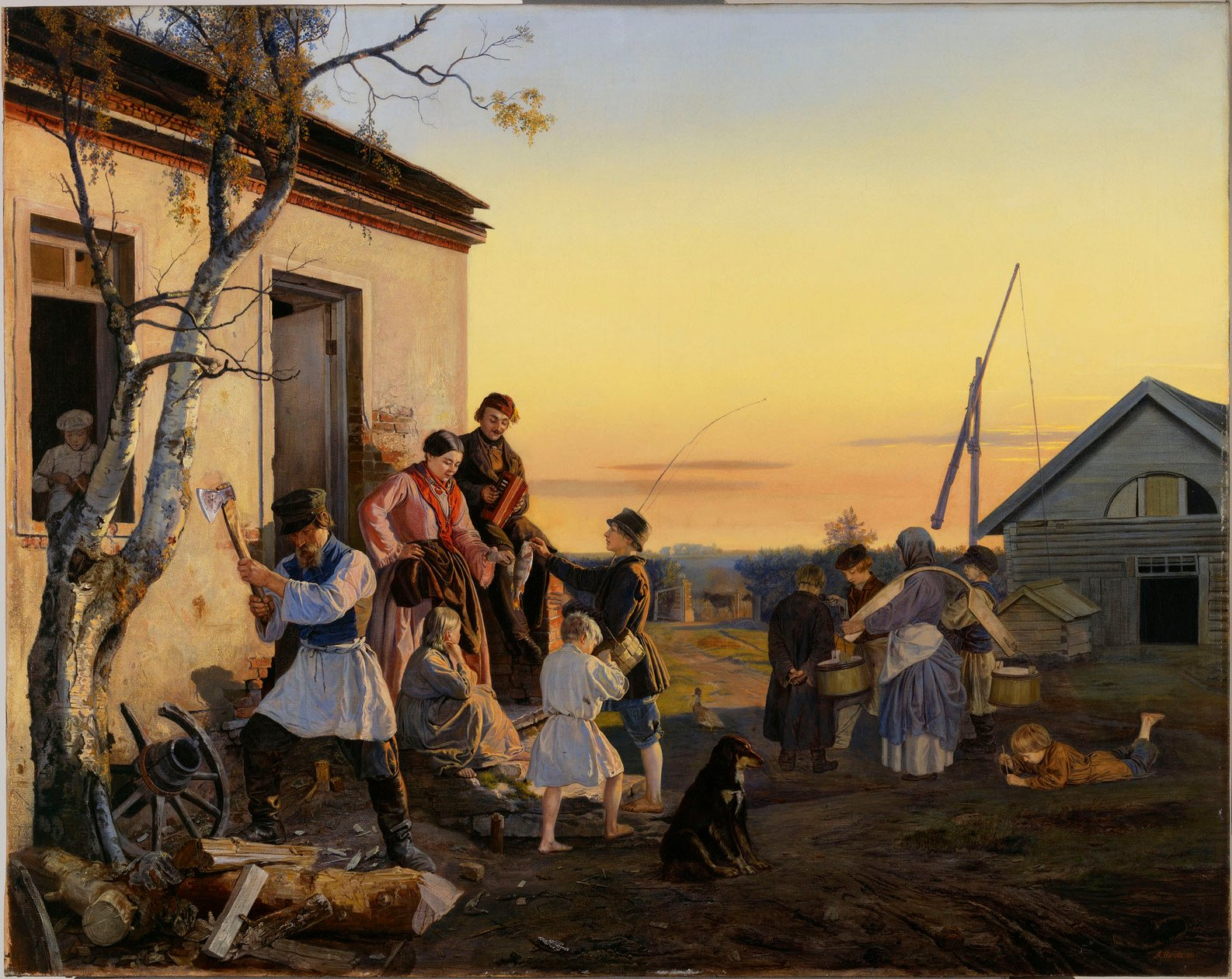
«На дворе фермы» А. А. Попов, 1855
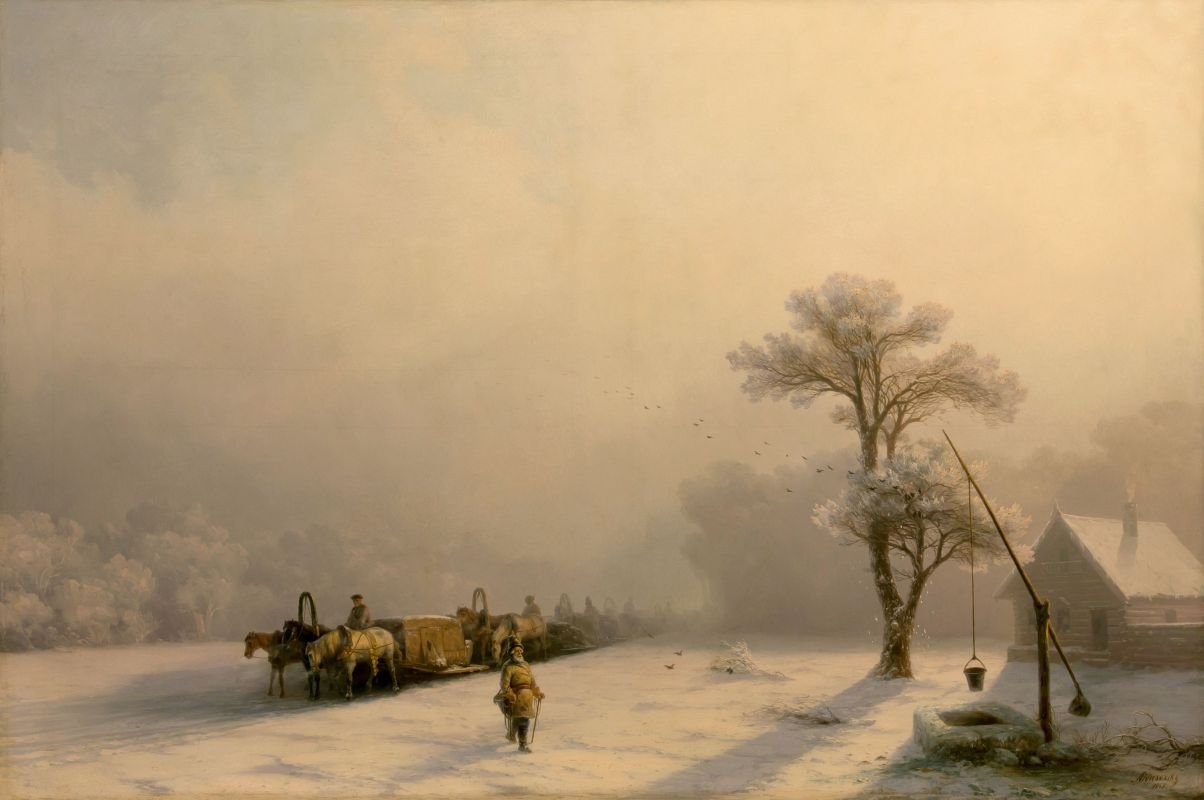
«Зимний обоз в пути» И. К. Айвазовский, 1857
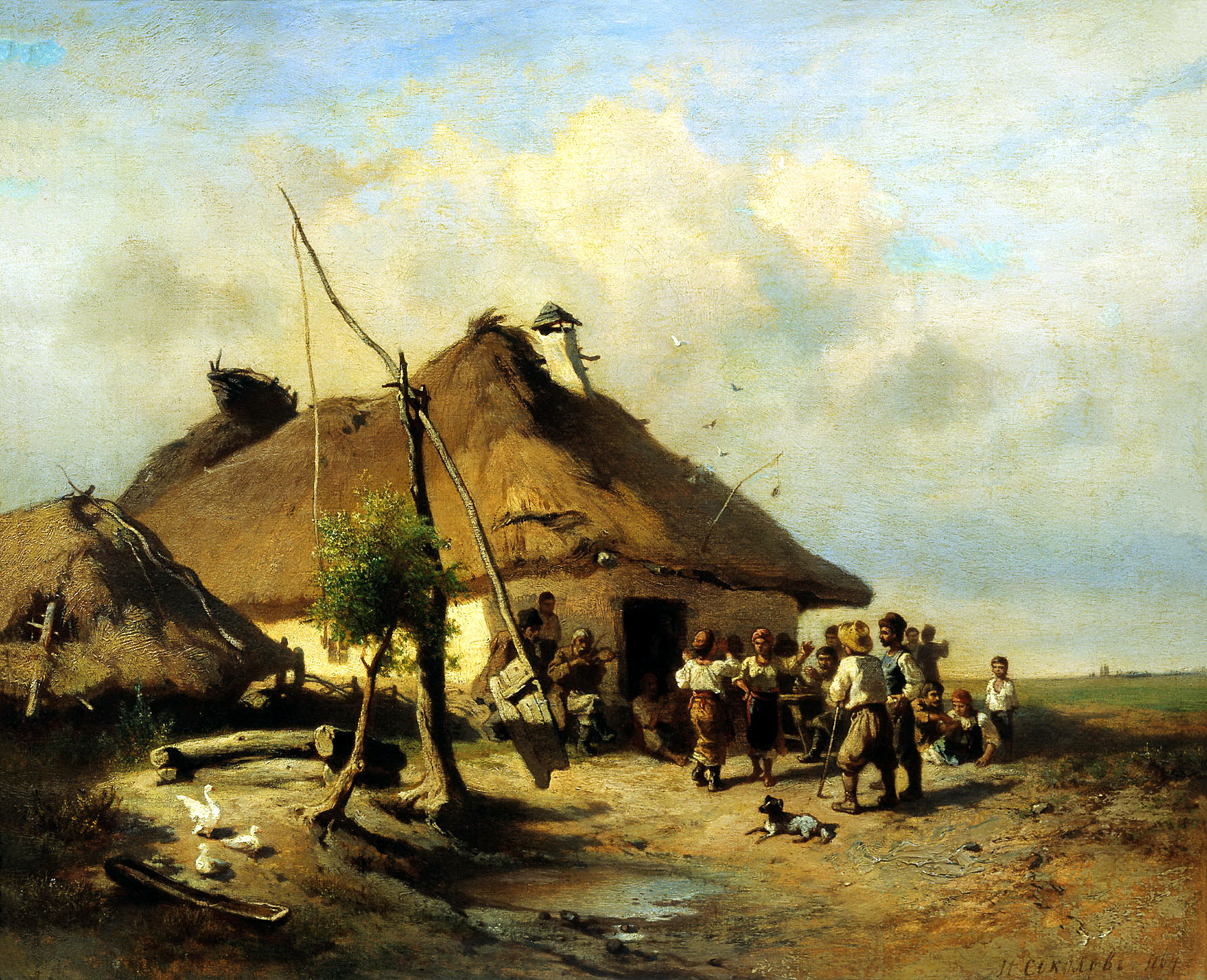
«Возле шинка» И. И. Соколов, 1864